# Ahmad ibn Ali Al Sani
Szejk Ahmad ibn Ali ibn Abd Allah ibn Dżasim ibn Muhammad Al Sani (arab. أحمد بن علي بن عبد الله بن جاسم بن محمد آل ثاني; ur. 1920, zm. 1977) – ósmy albo siódmy emir Kataru, w zależności od tego, czy jego przodka, Dżasima uznaje się emirem Kataru. Za czasów panowania szejka Ahmada Katar wzbogacił się na wielu nowo odkrytych polach naftowych. W tym czasie Katar również uzyskał niepodległość jako suwerenne państwo.

## Młodość i rządy
Szejk Ahmad urodził się w Dosze, stolicy Kataru, w 1920 roku, jako drugi syn szejka Alego ibn Abd Allaha. Miał dwanaścioro rodzeństwa: dziewięciu braci i trzy siostry, chociaż według niektórych źródeł braci miał dziesięciu.
Wstąpił na tron 24 października 1960 po ojcu, Alim ibn Abd Allahu, który abdykował na jego rzecz z powodu niezadowolenia poddanych spowodowanego rosnącym długiem rozrzutnego władcy. Początkowo rządy Ahmada uzależnione były od Wielkiej Brytanii. Dopiero od 1971 rządził suwerennym państwem. Uczestniczył w wielu koronacjach, w tym również Królowej Elżbiety II w Opactwie Westminsterskim w 1953. 22 lutego 1972, podczas gdy przebywał w Dubaju, jego rząd został obalony.

## Osiągnięcia

### Gospodarka
Za rządów szejka Ahmada doszło do przekształceń ekonomicznych w kraju w wyniku odkrycia wielu pól naftowych w Katarze. W tym czasie, w styczniu 1964 roku na pełną skalę rozpoczęła się wydobycie ropy naftowej w Idd asz-Szarki, będącym pierwszym miejscem eksploracji podmorskich złóż ropy. Co więcej w 1963 roku zostało odkryte złoże w Majdan Mahzam, a w 1965 powstał terminal naftowy na wyspie Halul. Eksploracja pola Abu al-Hanin rozpoczęła się w 1965 roku. Wraz z rozwojem gospodarki olejowej, Katar szybko wprowadził nowoczesny system administracyjny.
Szejk Ahmad powołał Ministerstwo Finansów w listopadzie 1960 r., a jego następca, szejk Chalif, został powołany na stanowisko pierwszego ministra finansów. Następnie szejk Ahmad powołał Generalne Ministerstwo Finansów i Administracji w celu obsługi wszystkich rządowych spraw natury finansowej i administracyjnej, po czym w 1967 r. ustanowił Departament Służby Cywilnej.

### Niepodległość Kataru
Stopniowo administracja Kataru zaczęła nabierać ostatecznego kształtu i kraj odzyskał niepodległość wraz z ogłoszeniem traktatu 3 września 1971 roku.

## Małżeństwo i dzieci
Szejk Ahmad ibn Ali Al Sani poślubił córkę emira Raszida ibn Sa’ida Al Maktuma, władcy Dubaju. Mieli ośmioro dzieci: siedmiu synów i córkę.
- Abd al-Aziz ibn Ahmad Al Sani
- Nasir ibn Ahmad Al Sani
- Hamad ibn Ahmad Al Sani
- Sa’ud ibn Ahmad Al Sani
- Munira bint Ahmad Al Sani
- Abd Allah ibn Ahmad Al Sani
- Chalid ibn Ahmad Al Sani
- Mansur ibn Ahmad Al Sani